# Александър Александров (гребец)
Вижте пояснителната страница за други личности с името Александър Александров.
Александър Александров (на азербайджански: Aleksandr Aleksandrov) е български и азербайджански гребец.
Роден е на 9 април 1990 година в София. От ранна възраст се занимава с академично гребане.
По-късно получава азербайджанско гражданство. През 2014 година е 2-ри на европейското първенство в дисциплината двойка скул заедно с Борис Йотов.